# 超中量级
超中量级（英語：super middleweight）是搏击运动的体重级别之一。

## 拳击
职业拳击中，超中量级位于中量级与轻重量级之间，划分标准为160磅（73公斤）至168磅（76公斤）。该级别最初建立于1960年代，不过当时并没有受到广泛承认。目前的超中量级划分源于1984年，当时Murray Sutherland夺得了国际拳击联合会（IBF）超中量级拳王头衔。

### 现任超中量级世界拳王
| 组织        | 日期           | 拳王              | 战绩           | 卫冕次数 |
| ----------- | -------------- | ----------------- | -------------- | -------- |
| WBA（超级） | 2020年12月19日 | 卡内洛·阿尔瓦雷斯 | 57-2-2 (39 KO) | 3        |
| WBA（常规） | 2016年11月5日  | David Morrell     | 7-0 (6 KO)     | 3        |
| WBC         | 2020年12月19日 | 卡内洛·阿尔瓦雷斯 | 57-2-2 (39 KO) | 3        |
| IBF         | 2021年11月6日  | 卡内洛·阿尔瓦雷斯 | 57-2-2 (39 KO) | 0        |
| WBO         | 2021年5月8日   | 卡内洛·阿尔瓦雷斯 | 57-2-2 (39 KO) | 1        |

## 踢拳
根据国际踢拳联合会规定，职业与业余踢拳的超中量级划分标准为165.1磅至172磅（75.1公斤至78.2公斤）。